# Chiesa della Madonna del Monte (Savona)
La chiesa della Madonna del Monte è un edificio religioso ubicato su una collina alle spalle del casello autostradale di Savona-Vado.
Ecclesiasticamente dipende dalla parrocchia di Zinola.
L'immobile religioso è di proprietà della Confraternita di S. Ambrogio di Legino.
Vengono celebrate di norma tre funzioni liturgiche: a fine gennaio in ricordo della tragedia del Canadair, il 31 maggio per la chiusura del mese di preghiera mariana e l'8 settembre, festa della chiesa, Natività di Maria.

## Geografia fisica
Il santuario è situato sulla strada (via N. S. del Monte) che collega Zinola con il Colle di Cadibona, punto di demarcazione tra Alpi e Appennini, passaggio obbligato per il valico e l'accesso alle aree padano-piemontesi. 
La via era quindi ampiamente transitata fino alla costruzione dell'autostrada Torino-Savona. Data la sua posizione, da qui si può dominare con la vista sia la città di Savona che la rada di Vado Ligure.

## Caratteristiche
La chiesa non ha dimensioni ragguardevoli e presenta una navata unica con facciata rivolta a nord e ricoperta di ardesia. Nella nicchia centrale dell'altare maggiore una Madonna col Bambino in marmo, del XVII secolo.  Conserva una lapide marmorea del secolo XVII raffigurante la flagellazione e la Cassa di S. Isidoro, patrono dei Contadini, già di proprietà della omonima S.M.S.

### Santuario degli Sportivi Savonesi

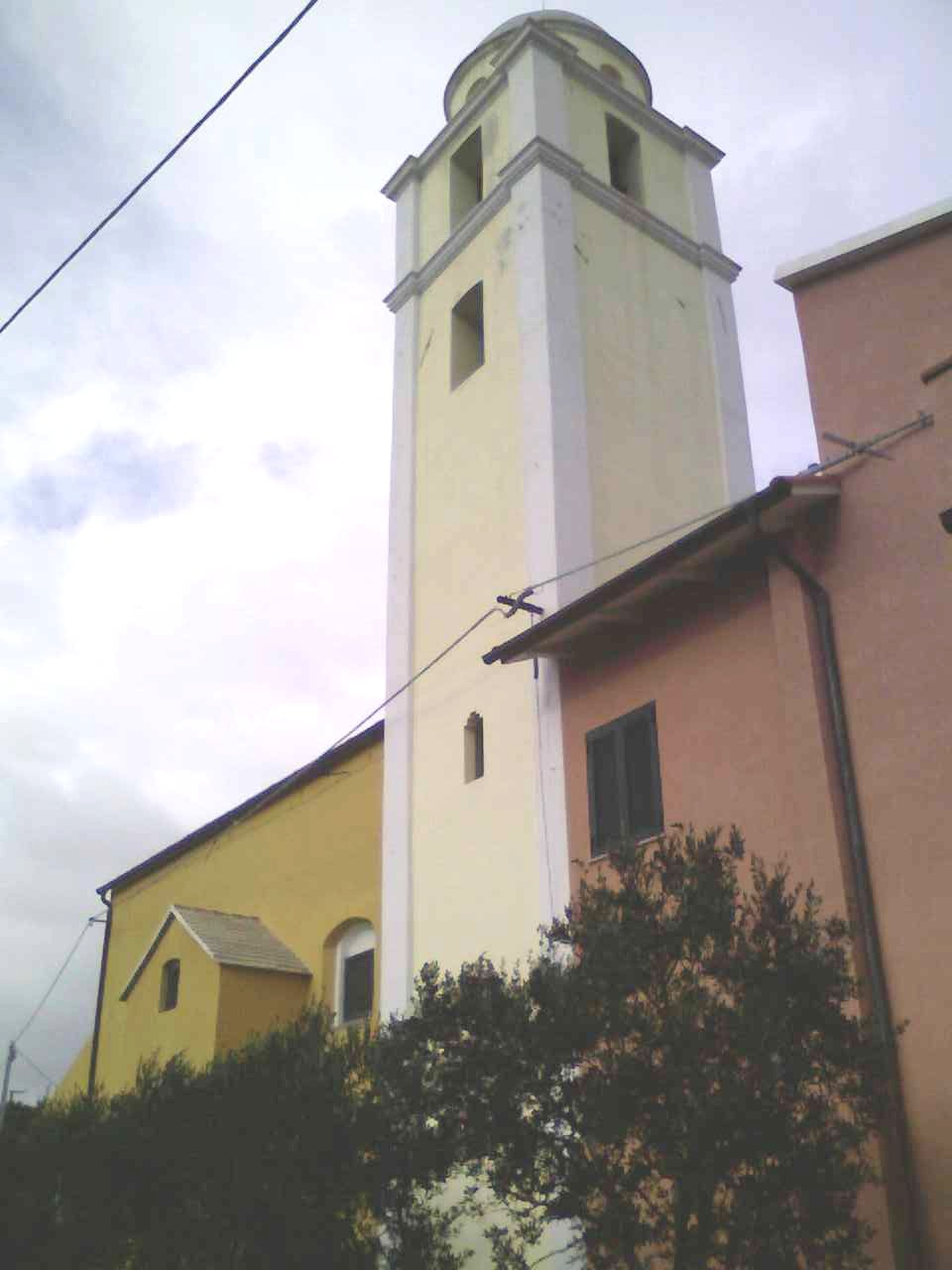

Nel corso degli anni è divenuta il Santuario degli Sportivi Savonesi, contiene cimeli donati da atleti savonesi a ricordo attività sportive e un Muro della Gloria che insiste su via N.S. del Monte su cui sono affisse le piastrelle degli sportivi.  

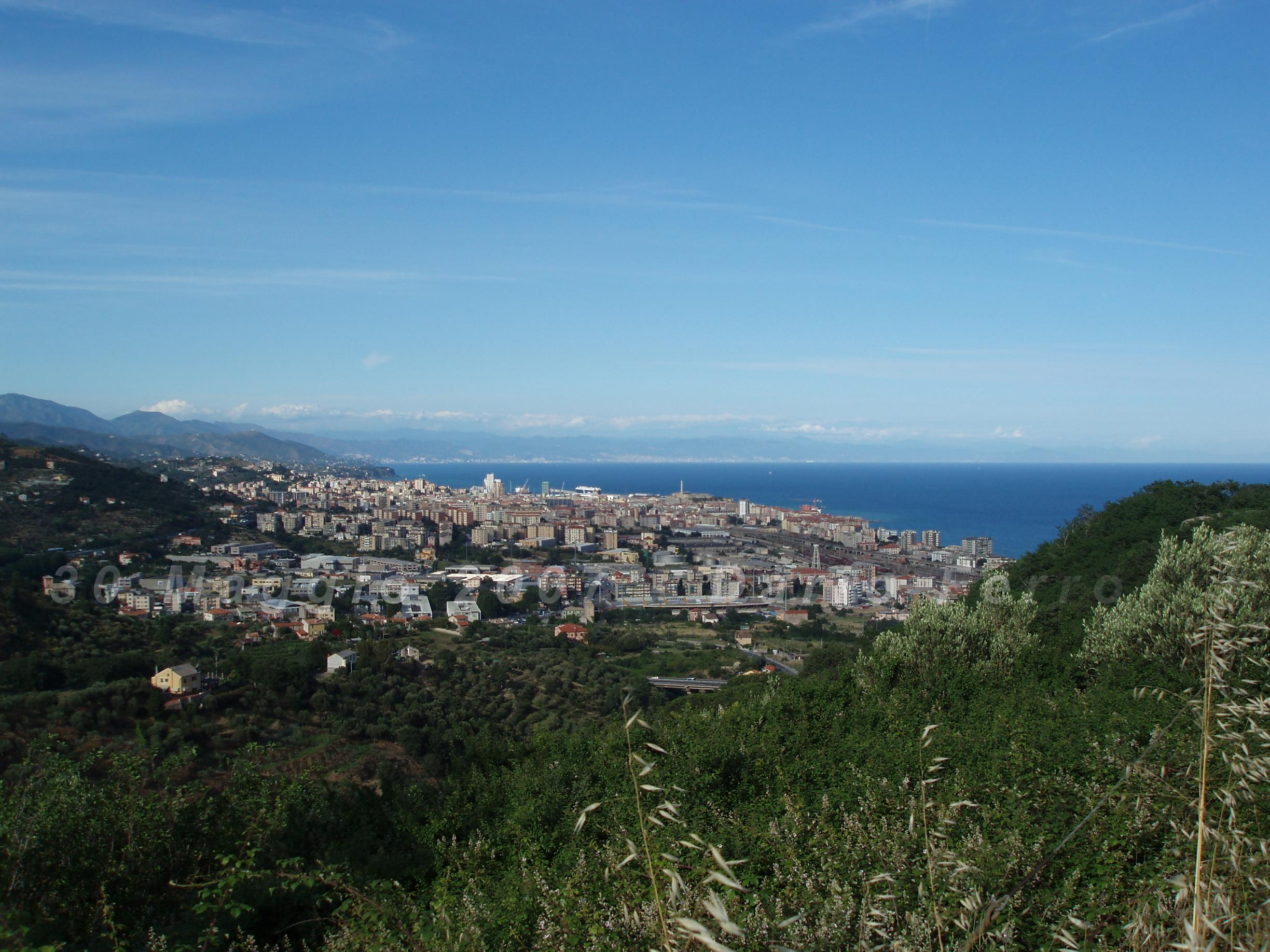
Panorama su Savona

### Lapide in memoria dei piloti del Canadair caduto
All'esterno della chiesa, sul lato rivolto verso la collina sovrastante Quiliano, è posta una lapide su una pietra da cava, a perenne ricordo della tragedia aerea del 27 gennaio 1989, quel giorno cadde un Canadair della protezione civile mentre stava svolgendo servizio antincendio nella zona sovrastante la raffineria Sarpom.
Per il denso fumo provocato dalla combustione, i lanci effettuati dai piloti rasentavano le linee dell'alta tensione, che partivano dalla centrale Enel, ora Tirreno Power di Vado Ligure: disgraziatamente durante un lancio l'aereo scontrò un cavo, provocando la caduta rovinosa a terra del velivolo. In quell'incidente persero la vita solamente i due piloti Claudio Garibaldi e Rosario Pierro, che si sacrificarono per evitare di colpire le case sottostanti e l'autostrada A6 per Torino.
Da allora nella chiesa di N.S. del Monte ogni anno a fine gennaio o inizio febbraio si celebra una messa in loro suffragio.   è quindi stata intitolata anche Santuario della Protezione Civile.